# Helmut Hucke
Helmut Hucke (* 12. März 1927 in Rotenburg an der Fulda; † 6. November 2003 in Bad Homburg vor der Höhe) war ein deutscher Musikwissenschaftler.

## Leben und Werk
Hucke studierte zunächst Schulmusik und Orgel an der Musikhochschule Freiburg und ab 1948 an der Universität Freiburg im Breisgau sowie in Basel Musikwissenschaft, Germanistik, Christliche Archäologie und Kirchengeschichte. Seine akademischen Lehrer waren Willibald  Gurlitt, Walter  Wiora, Jacques  Handschin und Friedrich Ranke. 1952 wurde er mit einer Arbeit zum Begriff Antiphon und zur Melodik der Offiziumsantiphonen promoviert. Von 1953 bis 1956 war er Stipendiat der Görres-Gesellschaft in Rom und Neapel und 1957 bis 1961 Assistent am musikwissenschaftlichen Institut der Universität Frankfurt am Main. Im selben Jahr wurde er Herausgeber der Zeitschrift Musik und Altar.
Von 1962 bis 1964 baute Hucke die Musikgeschichtliche Abteilung des Deutschen Historischen Institutes in Rom auf. und wurde 1964 zum Berater des Zweiten Vatikanischen Konzils berufen. 1967 habilitierte er sich in Frankfurt mit einer Arbeit über Pergolesi. 1971 wurde er zum Professor an der Universität Frankfurt ernannt und folgte 1983 einem Ruf an die Frankfurter Hochschule für Musik und Darstellende Kunst, an der er ein musikwissenschaftliches Seminar einrichtete. Gastprofessuren führten ihn mehrfach in die USA, an die Brandeis University, die State University of New York in Stony Brook und die Rutgers University. Er war maßgeblich beteiligt an der Arbeitsgruppe Medieval Chant der IGMW, dem Forschungsprojekt Cappella Sistina der Heidelberger Akademie der Wissenschaften, der Vorbereitung und Editionsleitung der neuen Pergolesi-Gesamtausgabe und der Edition des Corpus Troporum. 1989 wurde er zum Präsidenten des Mediävistenverbandes gewählt. Eine schwere Erkrankung zwang ihn 1990, sich aus der Öffentlichkeit zurückzuziehen.

## Belege
1. ↑  Deutsche Digitale Bibliothek: Helmut Hucke. Abgerufen am 21. Februar 2020.
2. ↑  Wilibald Gurlitt: Helmut Hucke. In: Riemann Musiklexikon.
3. ↑   Carl Dahlhaus: Helmut Hucke. In: Riemann Musiklexikon.

| Personendaten    | Personendaten                                 |
| ---------------- | --------------------------------------------- |
| NAME             | Hucke, Helmut                                 |
| ALTERNATIVNAMEN  | Hucke, Helmut Karl Anton (vollständiger Name) |
| KURZBESCHREIBUNG | deutscher Musikwissenschaftler und Oboist     |
| GEBURTSDATUM     | 12. März 1927                                 |
| GEBURTSORT       | Rotenburg an der Fulda                        |
| STERBEDATUM      | 6. November 2003                              |
| STERBEORT        | Bad Homburg vor der Höhe                      |